# نهر ماراكانا (ريو دي جانيرو)
نهر ماراكانا (Rio Maracanã ؛ تلفظ برتغالي: ‎/mɐɾakɐˈnɐ̃/‏ ؛ ويعني «أشبه الببغاء» في لغات «التوبي غوراني») نهر في ريو دي جانيرو، يقع في ولاية ريو دي جانيرو في جنوب شرق البرازيل.

## دورة
يتدفق نهر ماراكانا، الذي أصبح الآن قناة، شرقًا عبر المناطق الشمالية والأحياء من مدينة ريو دي جانيرو حتى فمه في قناة دو مانجو، والذي يتدفق في النهاية إلى خليج جوانابارا.

## الأسماء
تم تسمية ملعب ماراكانا ، أحد أكبر ملاعب كرة القدم في العالم ، على اسم نهر ماراكانا. ساحة صالة ماراكانازينيو للألعاب الرياضية الداخلية القريبة والأصغر هي اسم مشتق ، ماراكانازينيو Maracanãzinho وتعني ماراكانا الصغير.
حي ماراكانا الذي تم تطويره لاحقًا حول الاستاد والذي يتدفق عبره النهر، أخذ اسمه من الملعب.